# فريد إف. إبراهام
فريد إف. إبراهام (بالإنجليزية: Farid F. Abraham)‏ هو فيزيائي أمريكي، ولد في 5 مايو 1937 في فينيكس في الولايات المتحدة.